# محكمة العدل للاتحاد الأوروبي
محكمة العدل للاتحاد الأوروبي (بالإنجليزية: Court of Justice of the European Union)‏، أو محكمة العدل الأوروبيّة سابقاً، هي أحد مؤسسات الاتحاد الأوروبي السبع. تتألف من ثلاث محاكم : «محكمة العدل» و«المحكمة» و«محكمة الخدمة العامة». يقع مقر المحكمة والمحاكم المختلفة في لوكسمبورغ.
تتكفل المحكمة بتطبيق قانون الاتحاد الأوروبي وتفسير موحد له لكل دول الاتحاد. ولتحقيق هذه الغاية، فإنها تقوم بمراقبة مشروعية أعمال المؤسسات وفق قواعد الاتحاد الأوروبي ومدى امتثال الدول الأعضاء لالتزاماتها بموجب المعاهدات. تفسر المحكمة أيضا قانون الاتحاد الأوروبي بناء على طلب من المحاكم الوطنية.
للمحكمة بنية تحتية خاصة بها، ويعمل بها مترجمون، شكل عددهم في عام 2006 45٪ من تعداد العاملين بالمؤسسة.